# Latrunculia triloba
Latrunculia triloba är en svampdjursart som först beskrevs av Schmidt 1875.  Latrunculia triloba ingår i släktet Latrunculia och familjen Latrunculiidae. Inga underarter finns listade i Catalogue of Life.